# 家庭の問題
『家庭の問題』（かていのもんだい）は、1987年10月12日から1990年9月28日までTBS系列局で放送されていたTBS製作のテレビドラマ（昼ドラ）である。放送時間は毎週月 - 金曜 12:45 - 13:00 （日本標準時）、第一生命の一社提供。

## 概要
1週ごとに各種調査に基づいた家族の問題をテーマに取り上げる5話完結のシリーズであった。調査はドラマ冒頭で表示されており「情報ドラマ」と呼ばれた。
番組終了後、スポンサーの第一生命は木曜21時枠ドラマ（「渡る世間は鬼ばかり」）と「金曜テレビの星!」の複数社提供の1社に移行した。

## キャスト
- 加賀まりこ
- 結城しのぶ
- 伊東四朗
- 三宅裕司
- 小川範子
- 岩渕健
- 七尾伶子
- 佐藤英夫
- 音無美紀子
- 大原和彦

- 谷村隆之
- 池田裕子
- 谷村昌彦
- 中村たつ
- 小林稔侍
- 久松由美
- 高橋友之
- 友田ゆりこ
- 轟二郎
- 水木薫

- 茅島成美
- 勝野洋
- 佐々木すみ江
- 原日出子
- 小野隆
- 安達美加
- 豊原功補
- 上沢由紀
- 朝日嘉昭
- 山下亜紀

- 竹井みどり
- 岩崎ひろみ
- 鹿島かんな
- 長塚京三
- 草野康太
- 林美穂
- 小林聡美
- 阿藤海
- 田山真美子
- 根岸季衣

- 宮下順子
- キャシー中島
- 中村メイコ
- 安井昌二
- 山崎真由美
- 今村明美
- 竹沢慶
- 内藤武敏
- 関弘子
- 森田健作

## スタッフ
- 脚本：杉屋薫、中園健司
- プロデューサー：高畠豊
- 演出：大木一史、久保徹、小畑光良、森山享
- 音楽：大島ミチル
- 主題歌：優しい嘘（サーカス）、自分についた嘘（永井真理子）

## ネット局
- TBSテレビ（制作局）他JNN各局（1989年9月までは25局ネット）
- テレビユー山形（1989年10月2日の開局から）
- チューリップテレビ（1990年9月24日 - 1990年9月28日のサービス放送期間のみ）

| TBS系列 月 - 金曜12:45枠                                                                                                  | TBS系列 月 - 金曜12:45枠                      | TBS系列 月 - 金曜12:45枠 |
| 前番組 | 番組名                                        | 次番組 |
| --- | --------------------------------------------- | --- |
| 新伍のお待ちどおさま （1986年10月 - 1987年9月） ※12:00 - 12:55、10分縮小して継続各局ローカル編成のミニ番組 ※12:55 - 13:00 | 家庭の問題 （1987年10月12日 - 1990年9月28日） | 悠々!お昼です （1990年10月1日 - 1991年9月27日） ※12:00 - 12:55お天気ネットワーク (1990年10月1日‐2000年3月30日) ※12:55 - 13:00 |

| スタブアイコン | サブスタブ | この項目は、まだ閲覧者の調べものの参照としては役立たない、テレビ番組に関連した書きかけの項目です。この項目を加筆・訂正などしてくださる協力者を求めています（P:テレビ/PJ:放送または配信の番組）。 |